# پامچال زرد
پامچال زرد، پامچال کوهستانی، پامچال کاسه‌بزرگ (نام علمی: Primula macrocalyx) نام یک گونه از سرده پامچال است.